# Cantón de La Pacaudière
El cantón de La Pacaudière era una división administrativa francesa, que estaba situada en el departamento de Loira y la región de Ródano-Alpes.

## Composición
El cantón estaba formado por nueve comunas:
- Changy
- La Pacaudière
- Le Crozet
- Sail-les-Bains
- Saint-Bonnet-des-Quarts
- Saint-Forgeux-Lespinasse
- Saint-Martin-d'Estréaux
- Urbise
- Vivans

## Supresión del cantón de La Pacaudière
En aplicación del Decreto n.º 2014-260 de 26 de febrero de 2014, el cantón de La Pacaudière fue suprimido el 22 de marzo de 2015 y sus 9 comunas pasaron a formar parte del nuevo cantón de Renaison.